# Karin Hann
Karin Hann, née le 25 mai 1968 dans l'Essonne, est une écrivaine française, romancière et essayiste.

## Biographie
Doctorante en lettres à la Sorbonne (Paris IV) sur Marcel Pagnol, elle réalise également un double cursus en histoire de l'art et en psychologie. 
En 1994, elle devient l’assistante de Patrick Poivre d’Arvor sur TF1 et LCI pour ses émissions littéraires Ex Libris, puis Place aux livres et Vol de Nuit durant quatorze ans. 
En 2010, elle écrit son premier roman Althéa ou la colère d'un roi inspiré de la vie Nicolas Fouquet, le surintendant des finances de Louis XIV.
Deux ans plus tard, en 2012, elle publie son deuxième roman historique, Les Lys pourpres, qui retrace la vie de Catherine de Médicis depuis son mariage jusqu'à son veuvage.
En 2013, elle publie Les Venins de la Cour, consacré à l'affaire des poisons,.
En tant que spécialiste de la vie et de l'œuvre de Marcel Pagnol, elle publie en 2014 un livre de fond sur l'écrivain intitulé Marcel Pagnol, un autre regard, et rédige quelques années plus tard un appareil critique du manuscrit original de La Gloire de mon père,.
En 2016, elle réalise un ouvrage centré sur Serge Gainsbourg, Passionnément Gainsbourg, justifiant : « le XIXe siècle a Rimbaud, le XXe siècle a Gainsbourg »,.
En 2017, elle publie Reine des Lumières, un roman historique retraçant la vie de la favorite de Louis XV, Madame de Pompadour.
Elle est membre du jury du Grand Prix du Roman Historique et membre du jury du Prix Marcel Pagnol depuis sa création en 2000,.

## Œuvres
- Althéa ou la colère d'un roi, Éditions Robert Laffont, 2010, 384 p., roman historique.
- Les Lys pourpres, Éditions du Rocher, 2012, 324 p., roman historique, Editions de Poche, 2024, Litos, 432 p.
- Les venins de la Cour, Éditions du Rocher, 2013, 350 p., roman historique.
- Marcel Pagnol, un autre regard, Éditions du Rocher, 2014, 280 p., essai, Editions de Poche, 2024, Litos, 384 p.
- Raison souveraine, Éditions du Rocher, 2015, 424 p., roman historique.
- Passionnément Gainsbourg, Éditions du Rocher, 2016, 264 p., essai.
- Reine des Lumières, Éditions du Rocher, 2017, 424 p., roman historique.
- Murphy ne meurt jamais, BOD, 2021, 424 p., roman moderne.
- Les lys d'or, Éditions du Rocher, 2024, 400 p., roman historique.
- Notes de pluie, BOD, 2024, 88 p., recueil de poésie.

## Prix et récompenses
- Prix spécial du jury du Salon du livre d'Île-de-France 2011 pour Althéa ou la colère d'un roi[15].